# Шэкелл, Джейсон
Дже́йсон Шэ́келл (англ. Jason Shackell; род. 27 сентября 1983, Стивенидж, Англия) — английский футболист, защитник.

## Карьера
Воспитанник футбольной академии «Норвича». Первый матч за первую команду «Норвича» сыграл 5 апреля 2003 года против «Дерби Каунти». Поиграл в английской Премьер-лиге, когда «Норвич» туда вышел. 1 сентября 2008 года перешёл в «Вулверхэмптон Уондерерс» за 1 млн £. В новой команде Шэкелл успел сыграть 13 матчей, но 10 февраля 2009 года был отдан в аренду в «Норвич».
21 июня 2011 года Шэкелл подписал трёхлетний контракт с клубом «Дерби Каунти». В своём первом матче за команду в Чемпионшипе игрок забил мяч в ворота «Бирмингем Сити», что принесло победу его клубу со счётом 2:1.
С сезона 2012-2013 Шэкелл защищает цвета клуба «Бернли»